# Phòng tắm

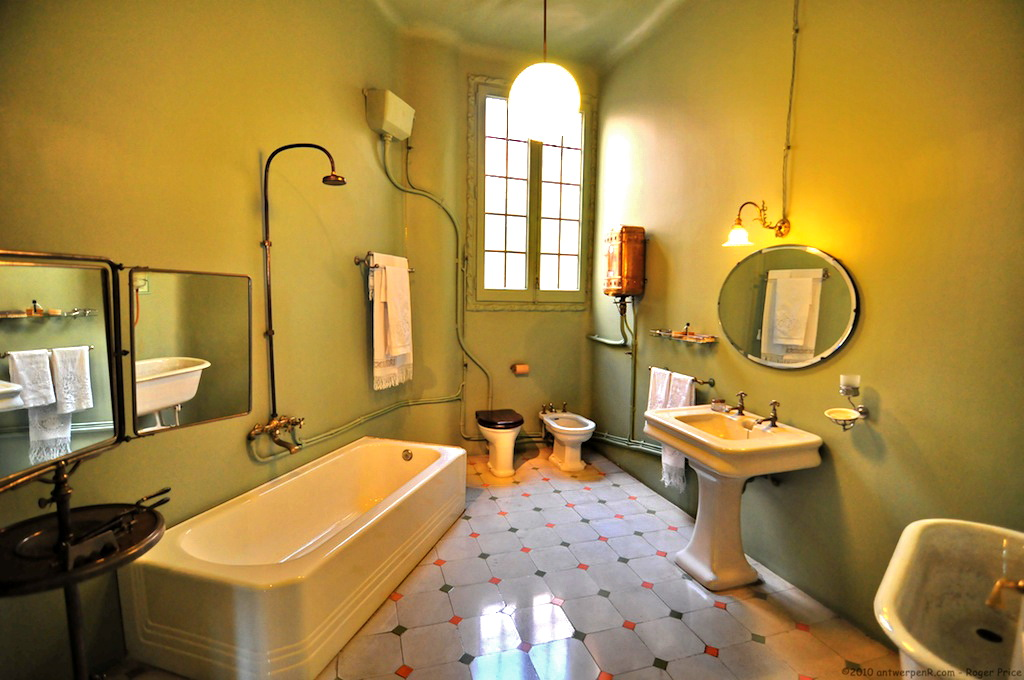
Minh họa một phòng tắm

Phòng tắm hay nhà tắm là một căn phòng được thiết kế xây dựng, bố trí để phục vụ cho nhu cầu tắm rửa, vệ sinh hay thư giãn của con người; đây là một cấu trúc phòng tương đối khép kín để cá nhân có chút riêng tư. Phòng tắm thường có bồn tắm và vòi hoa sen; trong phòng tắm ở một số nước có thể thiết kế cả nhà vệ sinh và bồn rửa mặt (lavabo) có khi cả bình nóng lạnh. Một số vật dụng thường có trong phòng tắm như gương, lược, kem đánh răng, bàn chải đánh răng (bóp đánh răng), khăn mặt, khăn tắm, giấy vệ sinh, xà bông, xà phòng, dầu gội đầu, nước hoa...
Ở Bắc Mỹ từ "phòng tắm" thường được sử dụng chỉ một phòng có chứa một nhà vệ sinh hoặc có thể là một nhà vệ sinh công cộng (chính xác hơn thì nó được gọi là một "nhà vệ sinh"). Phòng tắm đã hình thành từ hơn 3000 năm trước. Về cấu trúc, phòng tắm thường được đặt chỗ kín gió, tránh nhìn thẳng ra cửa vì dễ bị gió lùa, ảnh hưởng không tốt cho sức khỏe những người sinh sống trong nhà. Hầu hết các phòng cho thuê trong các khách sạn, nhà khách, nhà trọ đều bố trí phòng tắm, một số kết hợp cả phòng tắm và phòng vệ sinh. Ngày nay ở các khách sạn lớn việc bố trí bình nóng lạnh trong nhà tắm trở nên phổ biến.

## Hình ảnh

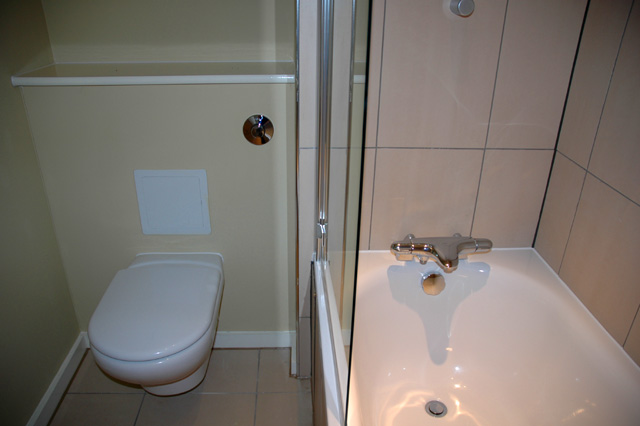
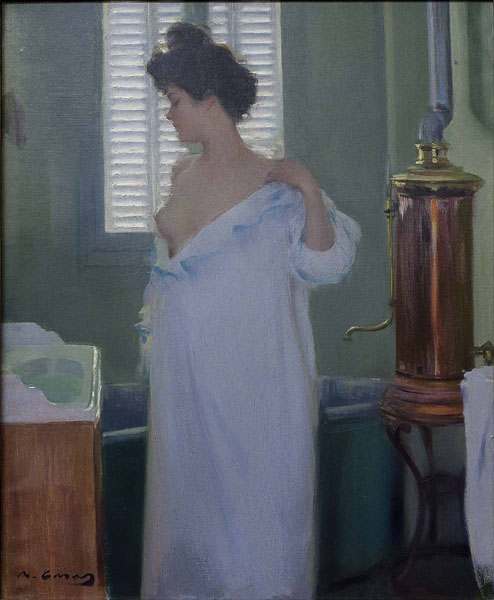
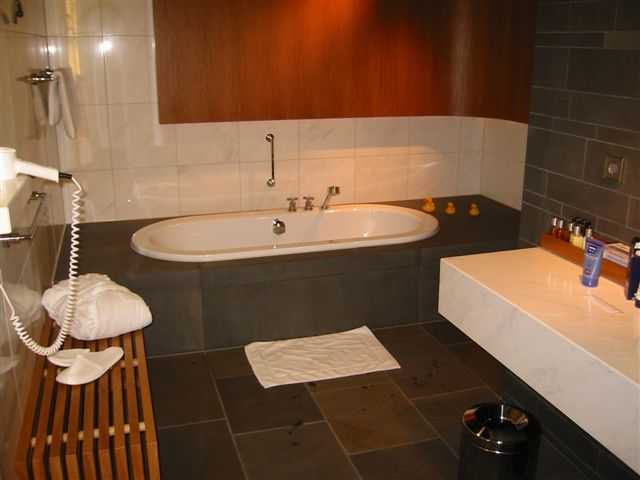
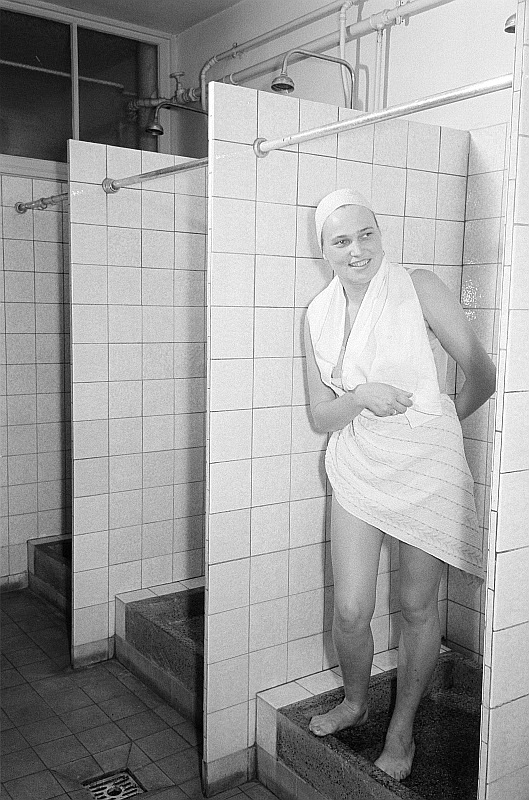
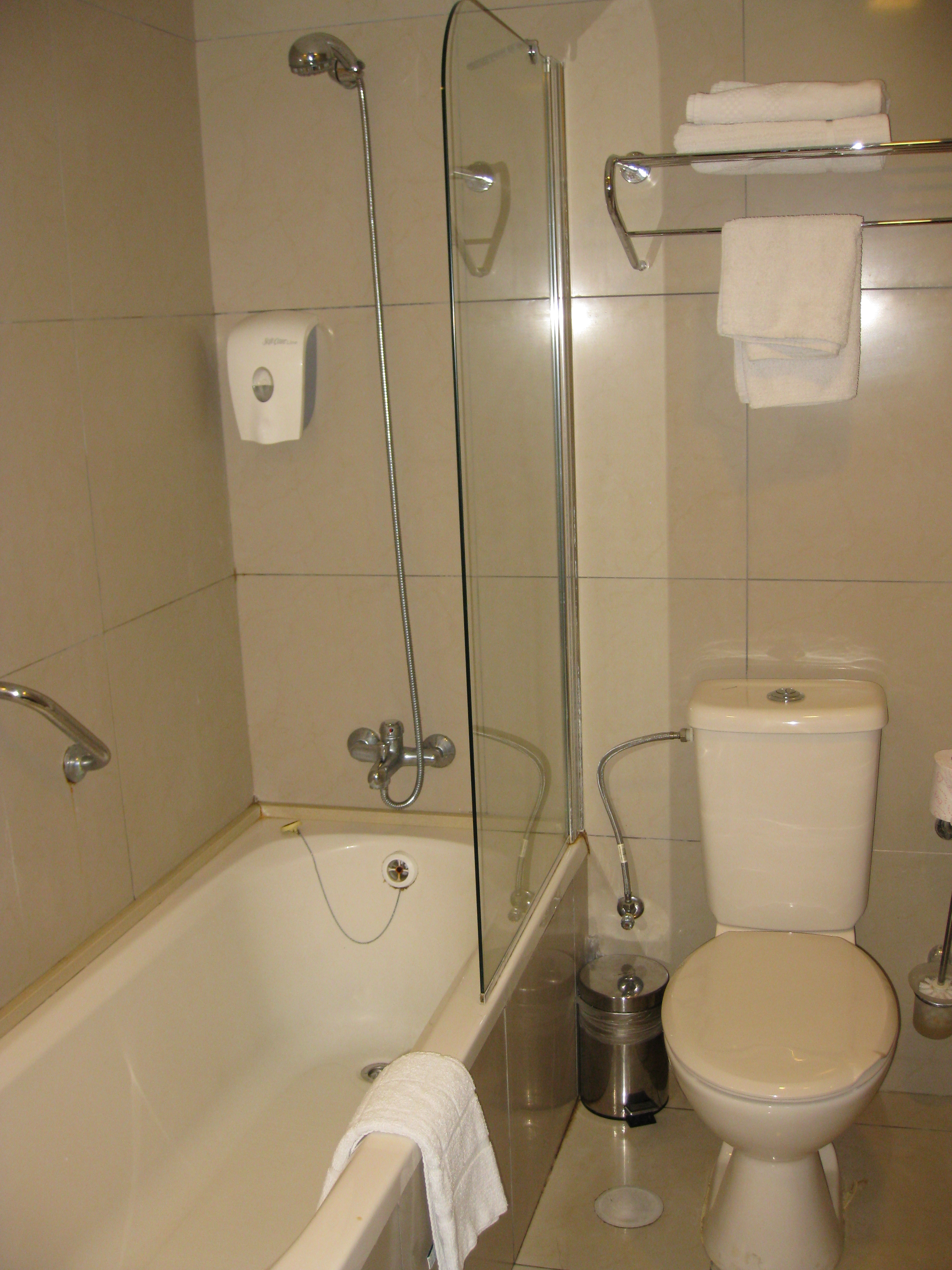
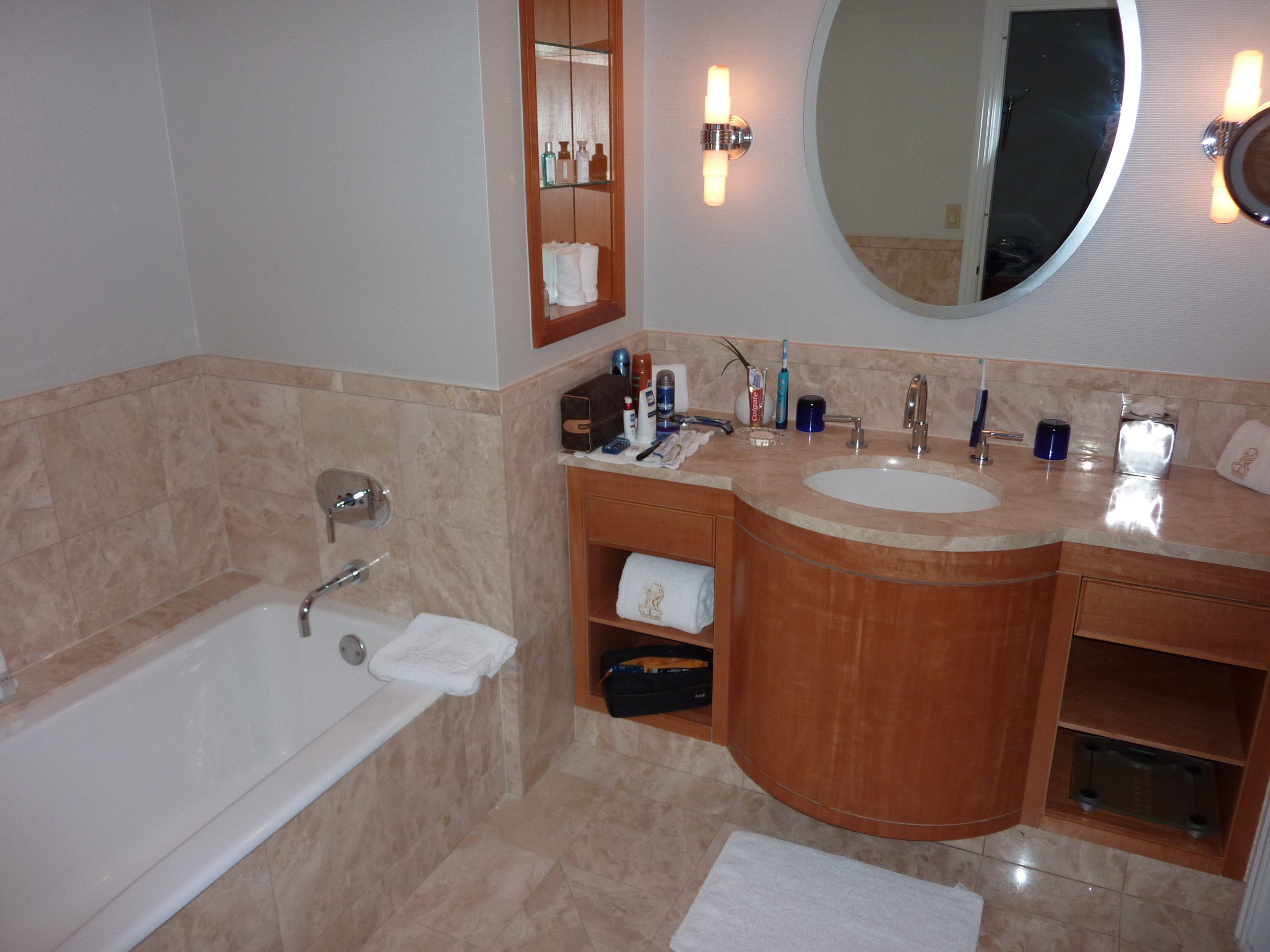